# 王克生
王克生，字聖作，號半石，山西省澤州直隸州陽城縣（今山西省晉城市陽城縣）人，明末清初政治人物、進士出身。

## 生平
明崇祯十二年（1639年），己卯科山西鄉試中舉。清顺治三年（1646年），登丙戌科進士，官至山東壽光縣知縣。

## 軼事
當時陽城縣參加山西鄉試共十人（张尔素、田六善、杨荣胤、王润身、王兰彰、王克生、衛貞元、段上彩、赵士俊、乔映伍），全部中舉；次年十人又參加會試，全登進士，史稱“十鳳齊鳴”。